# 彼得·費雪
彼得·安東尼·古德溫·費雪（英語：Peter Antony Goodwin Fisher，1950年9月2日—2018年8月15日）是英國順勢療法醫生，曾擔任伊莉莎白二世女王的醫生。

## 生平
畢業於湯布里奇中學和劍橋大學伊曼紐爾學院。曾擔任皇家倫敦整合醫療醫院研究主任、順勢療法專科學院院長、期刊《順勢療法》主編、倫敦國王學院醫院榮譽風濕病學顧問、世界衛生組織順勢療法工作組主席、世界衛生組織傳統及補充醫學專家諮詢小組成員。2001年起，擔任伊莉莎白二世女王的醫生。
2018年8月15日，費雪在中倫敦街頭騎自行車時同一輛貨車相撞而身故，享年67歲。

## 家庭
與妮娜·歐克森漢姆（Nina Oxenham）在1997年結婚，育有兩名女兒莉莉和伊薇。

## 榮譽
- 1997年，當選倫敦皇家內科醫師學會會士[2]。